# 聂家村乡
聂家村乡，是中华人民共和国湖南省怀化市中方县下辖的一个乡镇级行政单位。

## 行政区划
聂家村乡下辖以下地区：
中村、聂家村、白洋坪村、溪口村、双山村、堵家村和细面垅村。